# たねや

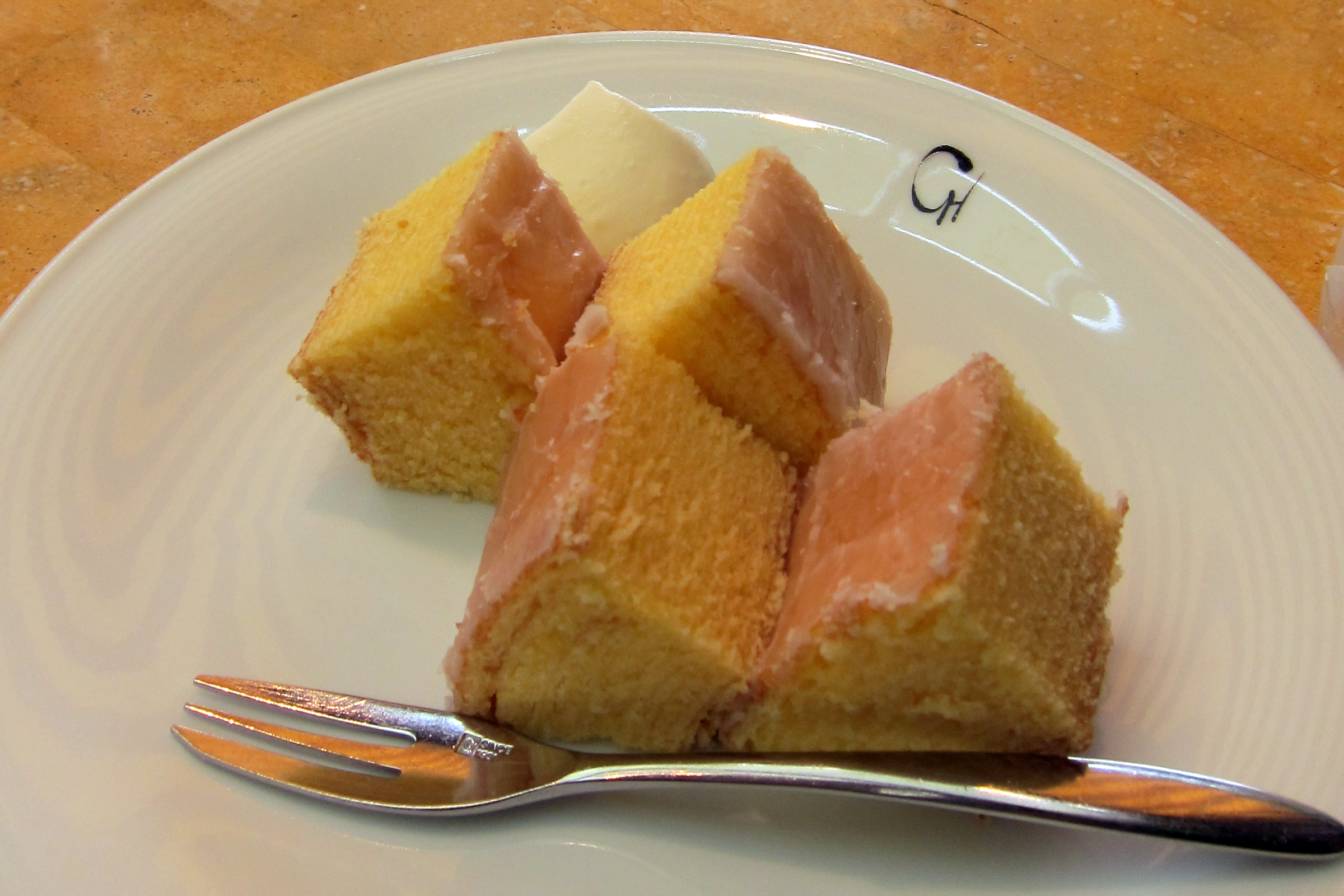
クラブハリエのバウムクーヘン

株式会社たねやは、滋賀県近江八幡市にグループ本部を置く日本の菓子製造・販売と飲食のグループ企業である。

## 概要
創業地、本店は滋賀県近江八幡市。元々は和菓子店であるが、洋菓子の製造・販売にも力を入れており、バームクーヘンの「クラブハリエ」が有名であるほか、フランス菓子専門店「オクシタニアル」、洋菓子道具専門店「ボンヌ シャンス」を展開している。
2000年8月からの滋賀大学・滋賀県立大学との産学協同研究（滋賀大とは近江商人史の協同研究、県立大とは病人・高齢者向け和菓子の共同研究）やNPO法人「たねや近江文庫」の設立（滋賀大との協同研究の発展。2004年11月から）、和菓子業界初のグリーン購入ネットワークへの加入（1998年）、加工ロスとなったバームクーヘンなどの養豚用飼料化（2001年から）、グループ本社での太陽発電導入（2007年3月）など、文化活動や環境保全活動にも積極的で、1995年に日本経済新聞社主催国土庁後援の「地域活性化貢献企業賞」、2006年には「第1回滋賀CSR経営大賞」、2007年に「第5回渋沢栄一賞」を受賞している。また1999年からネット通販を開始するなどIT社会への対応も早く、2001年に経済産業省「平成13年度情報化促進貢献情報処理システム表彰」「情報化月間推進会議議長表彰」と「関西IT活用企業百撰」最優秀賞を受賞している。

## 歴史
元は江戸時代に材木商を生業とした家系で、のち近江国蒲生郡八幡池田町で、穀物類・根菜類の種子を商う「種屋」を創業した。1872年（明治5年）、7代目山本久吉が京都の和菓子店「亀末」で修行を積み、栗饅頭と最中を製造販売する和菓子店に商売替えし、屋号を「種家末廣」とした（のち「種家」に改称）。1921年（大正10年）、東京「塩瀬総本家」で修行を積み宮内省大膳寮に2年奉職していた8代目山本脩次が種家2代目を継承。物資不足の太平洋戦争直後には栗饅頭が人気を博し、たねやの基本づくりとなった。

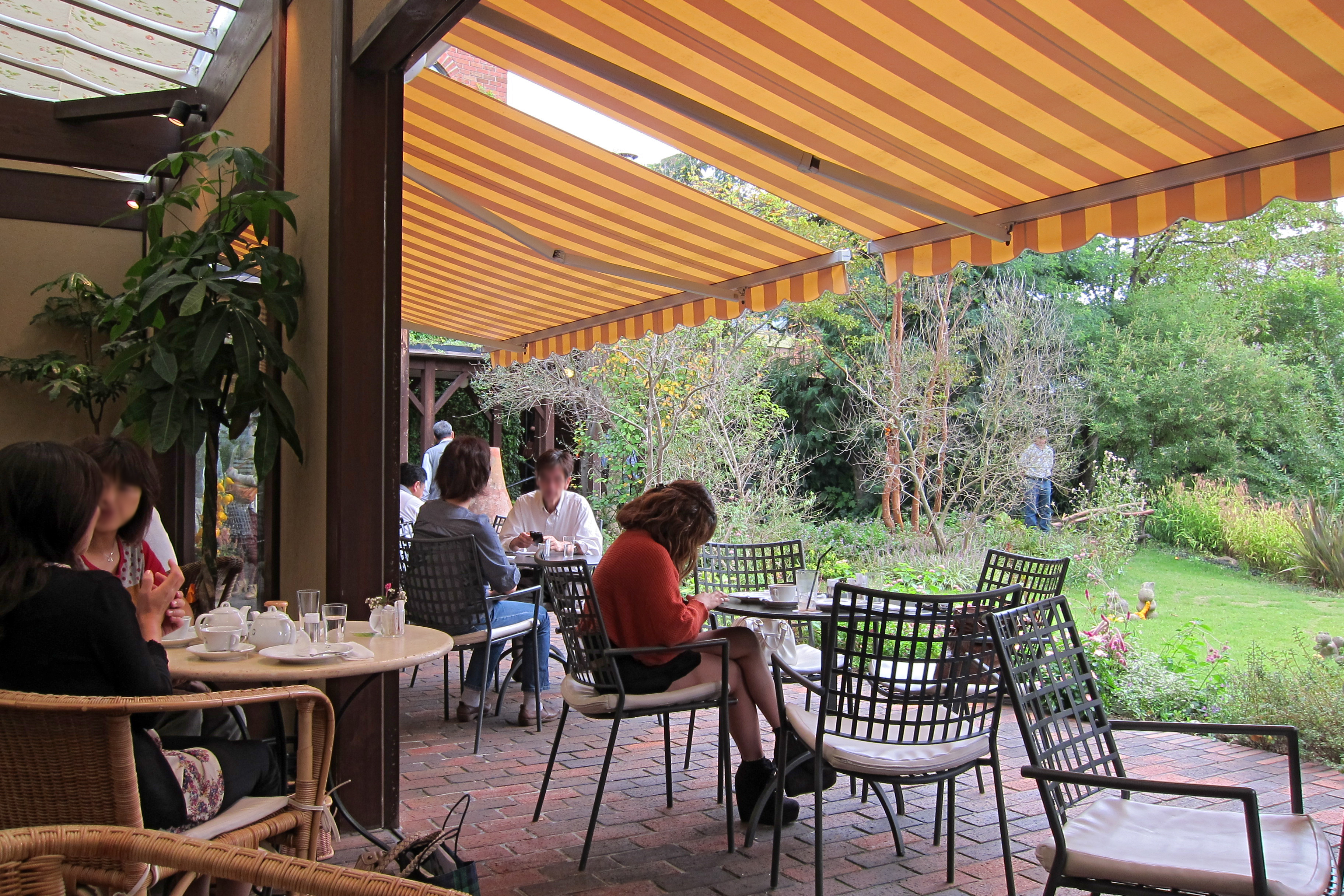
クラブハリエ日牟禮カフェ

明治末期から昭和初期にかけて、種家の近所にはアメリカ人実業家のウィリアム・メレル・ヴォーリズが住んでいた（池田町洋館街）。ヴォーリズの勧めで脩次は1951年（昭和26年）10月に洋菓子の製造を開始し、これがのちのクラブハリエの基となった。
1958年（昭和33年）8月に種家は有限会社「たねや菓舗」に改組し、脩次が代表取締役社長に就任した。脩次は1966年（昭和41年）9月に死去し、長男の傳一が有限会社たねやの社長に就任。その後、1967年（昭和42年）2月の近江八幡駅前への出店を皮切りに、1972年（昭和47年）8月に株式会社「たねや」を設立、次男の徳次が社長に就任した。1976年（昭和51年）6月に大津西武に百貨店初進出、1984年（昭和59年）には東京営業所（現・東京支店）を開設して日本橋三越本店と銀座三越に県外初進出を果たすなど、滋賀県を代表する菓子メーカーに成長し、2011年に株式会社は徳次の長男・昌仁が代表取締役社長に就任している。徳次は代表権のある会長に就任。
1979年（昭和54年）7月の洋菓子部門株式会社「ボン・ハリエ」（1995年4月にクラブハリエに改称）設立以降、グループ会社化が進み、2006年（平成18年）にはグループ本部を近江八幡市から愛知川町（現・愛荘町）に移転。2016年（平成28年）には本部を近江八幡市に再度移転した。2006年には渋沢栄一賞を受賞している。

## グループ企業
- 株式会社たねや
1972年8月18日設立。資本金9000万円。2021年7月1日現在、代表取締役社長は山本昌仁。名誉会長は山本徳次。
- 株式会社クラブハリエ
1995年4月4日設立。資本金3000万円。2021年7月1日現在、代表取締役社長は山本隆夫 。
- 株式会社たねや農藝（キャンディファーム）
1998年10月16日設立。2021年7月1日現在、代表取締役は山本昌仁。

## 主力商品
- ふくみ天平（てんびん）
皮種と餡が別々に包装された合わせ最中。食べる直前に皮種と餡を合わせるので、出来立ての風味が楽しめる。1983年の販売開始以来の看板商品。皮種を2色に染め分けた慶弔菓子「招福ふくみ天平」も販売している。
- のどごし一番 本生水羊羹（のどごしいちばん　ほんなまみずようかん）
炊きあげた水羊羹を熱いままクリーンルームで充填し、日保ちのための再加熱で起こる“餡焼け”を無くすことで、水羊羹本来の作りたての美味しさを保持することに成功している。
- 斗升最中（ますますもなか）
枡の形をした最中。「二升五合」の判じ物（ますます繁盛）にかけた商品。
- 末廣饅頭（すえひろまんじゅう）
沖縄県波照間島産の黒糖を用いた饅頭。客への感謝と末広がりの幸せを願った商品。
- 栗饅頭 - 創業以来のロングセラー商品。
- バームクーヘン
1951年の洋菓子製造開始以来、改良が続けられているこだわりの商品。売場に工房を併設し、客の目の前で製造するという販売スタイルを取っている。

## 店舗
- 滋賀店

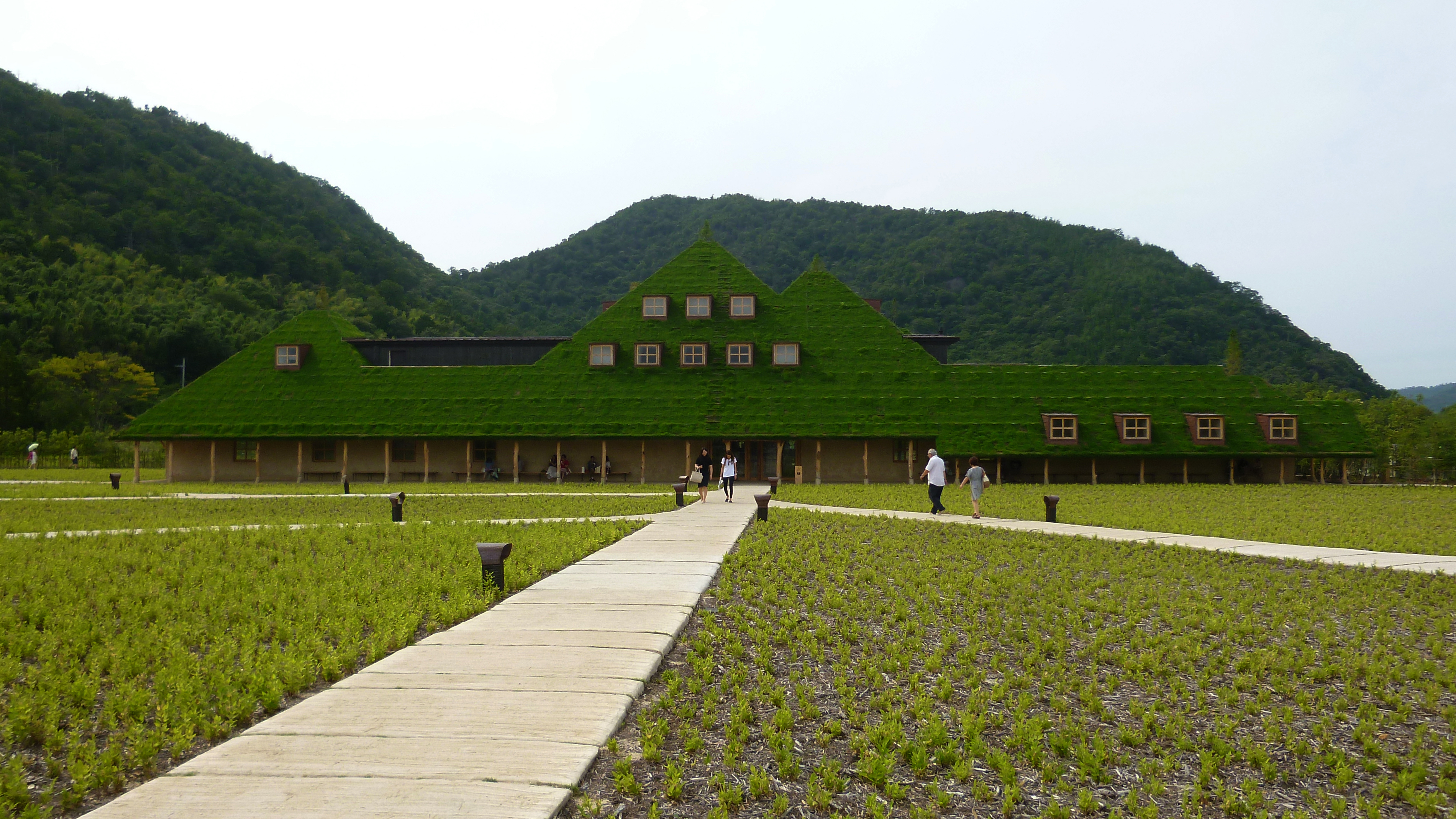
ラ コリーナ近江八幡

  - ラ コリーナ近江八幡（たねや、クラブハリエ、たねや農藝、愛四季苑、北之庄菜園）
  - 近江八幡日牟禮ヴィレッジ（たねや日牟禮の舎、たねや日牟禮茶屋、クラブハリエ日牟禮館、日牟禮カフェ）
  - 彦根美濠の舎（たねや美濠美術館併設）
  - 守山玻璃絵館
  - 八日市の杜
  - 近江八幡店
  - 草津近鉄店・クラブハリエFruit Box
  - 大津西武店 (2020年8月31日閉店)
  - クラブハリエ ジュブリルタン
  - LAGO大津（店舗、今森光彦 監修の琵琶湖の森）

| - 東京店 - たねや クラブハリエ 渋谷東急本店 - たねや日本橋三越店 - たねや銀座三越店 - たねや池袋西武店 - たねや新宿小田急店 - たねや東急本店 - たねや東横のれん街店 - たねや玉川高島屋店 - クラブハリエB-studioTokyo | - 横浜店 - たねや横浜そごう店 - たねや横浜高島屋店 - クラブハリエB-studioYokohama - 名古屋店 - たねや名古屋高島屋店 - たねや名古屋松坂屋店 - クラブハリエB-studioNagoya |

| - 大阪店 - たねや梅田阪神本店 - たねや心斎橋大丸店 - たねや大阪高島屋店 - たねやあべのハルカス近鉄本店 - たねやうめだ阪急本店 - たねや茶屋うめだ阪急本店 - クラブハリエ うめだ阪急本店 - クラブハリエ キッズ - クラブハリエB-studio梅田阪神本店 - クラブハリエB-studioあべのハルカス近鉄本店 | - 神戸店 - たねや神戸大丸店 - たねや神戸そごう店 - 奈良店 - たねや奈良近鉄店 - 福岡店 - クラブハリエB-studioFukuoka |

## たねやアカデミー（旧：たねや菓子職業訓練校）
優秀な菓子職人育成のため、職業能力開発促進法に基づく認定職業訓練による職業能力開発校である。1998年に滋賀県知事より認定された。

## テレビ番組
- 日経スペシャル カンブリア宮殿 「真似されてこそ本物！」 大人気 和菓子の老舗に"商いの道"あり（2012年8月16日、テレビ東京）- 社長 山本昌仁出演[1]。
- 日経スペシャル カンブリア宮殿 テレ東経済WEEK グローバルの終焉、ローカルの覚醒（2022年11月10日、テレビ東京）- たねやグループ CEO 山本昌仁ほか出演[2][3]。

## その他
- 現在のたねやのロゴは大徳寺五百二十世住持の福富雪底によって揮毫されたものである。
- イメージキャラクターは「福童子」。1990年（平成2年）4月から使用されている。

## 書籍

### 参考書籍
- 『商いはたねやに訊け 近江商人山本徳次語録』（著者:山本徳次）（2003年10月30日、毎日新聞社）ISBN 9784620316581
- 『たねやのあんこ 二世経営者に捧げる一〇〇の小言』（著者:山本徳次）（2007年2月25日、毎日新聞社）ISBN 978-4620317977
- 『たねやの心』（著者:山本徳次）（2010年3月20日、毎日新聞社）ISBN 978-4620319674
- 『近江商人の哲学 「たねや」に学ぶ商いの基本』（著者:山本昌仁）（2018年8月22日、講談社現代新書）ISBN 978-4065129036